# Famille Frescobaldi
Pour les articles homonymes, voir Frescobaldi.
La famille (de') Frescobaldi fut l'une des familles florentines les plus importantes sur le plan politique, économique et social.

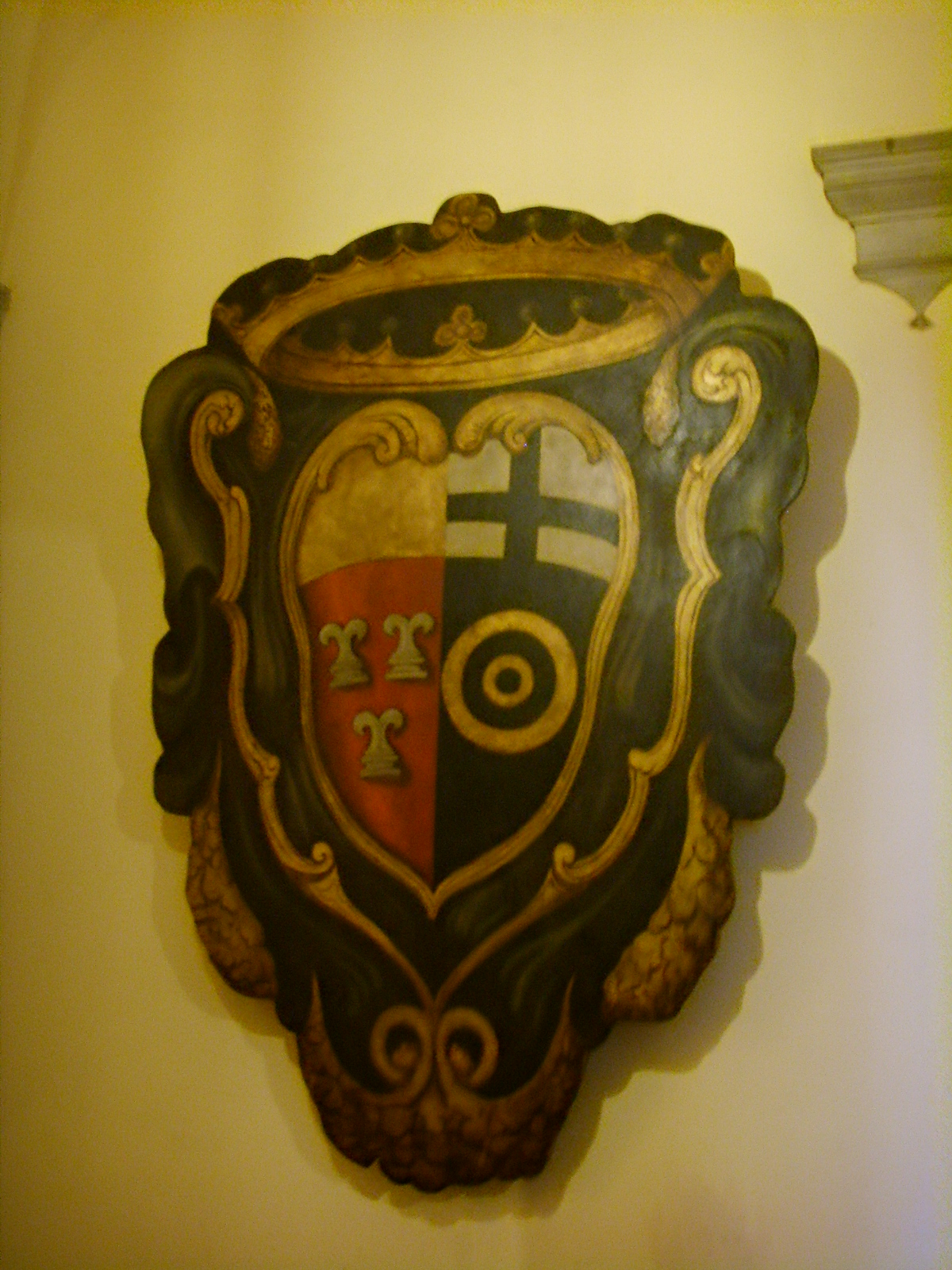
Armoiries matrimoniales : Frescobaldi (moitié gauche) et Albizi (moitié droite), datant probablement des noces entre Angiolo Frescobaldi et Leonida degli Albizi (XIXe siècle), Palais Frescobaldi

## Histoire de la famille
Arrivée dans la ville de Florence probablement vers le XIIe siècle, les Frescobaldi se sont illustrés dans le commerce et l'activité bancaire, leurs activités principales étant la production et le commerce de la laine et de la soie, le prêt bancaire, le change, et, en tant que grands propriétaires terriens, l'agriculture et la viticulture.
À la fin du XIIe siècle, ils parviennent à jouer un rôle de premier plan en Angleterre; ils dominent le marché de la laine dont ils ont expulsé les Flamands; ils servent d'agents de la papauté pour la perception et le transfert des décimes et autres taxes prélevées sur le clergé anglais. Ils ne laissent pas dormir leurs énormes capitaux qui passent entre leurs mains; ils les font fructifier en les prêtant. Entre 1292 et 1310, les Frescobaldi deviennent les principaux bailleurs de fonds d'Edouard II d'Angleterre,.
La famille connait au XIIIe siècle une faillite retentissante liée à ses engagements auprès du souverain anglais ; elle est expulsée du royaume au début des années 1310.

## La production viticole

### Les propriétés
Les Marquis de' Frescobaldi sont de grands propriétaires terriens (4 200 ha) ainsi que les plus grands propriétaires viticoles (725 ha) de la Toscane. 
Leurs propriétés :
- domaine Nipozzano (Chianti Rufina)
- domaine Pomino (Pomino DOC)
- domaine Castelgiocondo[3] (Brunello di Montalcino)
- castel Castiglioni (Chianti DOCG)
- Santa Maria (Morellino di Scansano)

### L'aventure avec Mondavi
En 1995, les Marquis de' Frescobaldi forment une coentreprise avec Robert Mondavi et créent des vins tels que Danzante, Luce della Vite ainsi que Ornellaia (Ce dernier est élu vin de l'année par Wine Specatator en 2001). Inquiets du rachat de la maison Mondavi par Constellation Brands fin 2004, ils tentent de reprendre le contrôle de ces propriétés et obtiennent gain de cause pour Luce della Vite  (mars 2005) et Ornellaia (avril 2005).

### Les soupçons de fraude
En 2005, les Marchesi de' Frescobaldi sont soupçonnés de fraude par le gouvernement italien pour le vin de leur propriété Castiglione en Val di Pesa près de Pontassieve. Les soupçons portent sur une possible utilisation de raisins venus d'une autre région que la région de production en violation de la législation sur les appellations (DOC et DOCG).

### Mondovino
Les Frescobaldi sont également connus depuis Mondovino, documentaire franco-américain réalisé par Jonathan Nossiter et présenté au festival de Cannes en 2004.